# МКС-10
МКС-10 — десятый долговременный экипаж Международной космической станции. Экипаж работал на борту МКС с 16 октября 2004 года по 24 апреля 2005 года.
Во время десятой экспедиции были осуществлены работы по обслуживанию ТКГ «Прогресс» и пилотируемых кораблей «Союз»:
- «Прогресс М-50»: расстыковка 22.12.2004;
- «Прогресс М-51»: стыковка 25.12.2004, разгрузка, расстыковка 27.02.2005;
- «Прогресс М-52»: стыковка 02.03.2005, разгрузка
- «Союз ТМА-4»: расстыковка 23.10.2004 вместе с экипажем МКС-9 и участником экспедиции посещения ЭП-7;
- «Союз ТМА-5»: корабль доставки и возвращения экипажа МКС-10;
- «Союз ТМА-6»: стыковка 17.04.2005 вместе с экипажем МКС-11 и участником экспедиции посещения ЭП-8.

Были проведены научные исследования и эксперименты по российской и американской программам. Во время десятой основной экспедиции были осуществлены экспедиции посещения ЭП-7 и ЭП-8. По завершении станция была передана экипажу 11-й основной экспедиции.

## Экипаж
Экипажи (основной и дублирующий) МКС-10 и экспедиции посещения (ЭП-7) были назначены резолюциями Международной комиссии MCOP (от англ. Multiteral Crew Operation Panel — Многосторонняя комиссия по операциям экипажей) от 28 января и 29 июня 2004 года. Российские члены экипажей были утверждены решением Межведомственной комиссии (МВК) 28 августа 2004 года.
В первоначальном составе (сформирован 6 августа 2002 года решением MCOP) основной экипаж МКС-10 должен был состоять из трёх членов: Лерой Чиао (в качестве командира), Салижан Шарипов (пилот) и Джон Филлипс (бортинженер), но после катастрофы шаттла «Колумбия» все экипажи были сокращены до двух человек.

### Основной экипаж
- (НАСА): Лерой Чиао (4)[3] — командир;
- (Роскосмос): Салижан Шарипов (2) — бортинженер.

### Дублирующий экипаж
- (НАСА): Уильям МакАртур (4) — командир;
- (Роскосмос): Валерий Токарев (2) — бортинженер[4].

### Экспедиции посещения
Вместе с основным экипажем МКС на «Союзе ТМА-5» был доставлен на станцию участник программы экспедиции посещения ЭП-7:
- (Роскосмос): Юрий Шаргин (1)[5].

При возвращении на Землю, корабль «Союз ТМА-5» вернул экипаж МКС-10 и участника экспедиции посещения ЭП-8:
- (ЕКА): Роберто Виттори (2).

## Параметры полёта
- Наклонение орбиты — 51,6°;
- Период обращения — 92,0 мин;
- Перигей — 384 км;
- Апогей — 396 км.

## Выходы в открытый космос
Членами 10-й основной экспедиции были совершены два запланированных выхода в открытый космос, оба из стыковочного отсека-модуля «Пирс» (СО1).
- 26 января 2005 года, с 07:43 по 13:11 UTC — общая продолжительность 5 часов 28 минут[6]. Основной задачей была установка европейского манипулятора (50-сантиметровый робот-манипулятор Robotik[7]) на российский служебный модуль «Звезда».
- 28 марта 2005 года, с 06:25 до 11:31 UTC — тринадцатый выход из СО «Пирс», общая продолжительность составила 4 часов 30 минут[8]. Во время выхода были осуществлены:
  - монтаж антенн межбортовой радиолинии WAL-4, 5, 6;
  - монтаж антенного блока аппаратуры спутниковой навигации АСН-М;
  - осмотр и контроль перевода остронаправленной антенны ОНА из положения «2» в положение «1»;
  - фотографирование мишени видеометра МВМ;
  - запуск наноспутника ТНС-0[9].